# 죽동 (대전)
죽동(竹洞)은 대전광역시 유성구의 법정동이다. 면적은 2.0km2이다. 행정동은 동부 지역은 온천2동, 서부 지역은 노은1동, 서북부 지역은 노은2동에서 나누어 관할한다. 2018년 6월 30일 주민등록 인구는 11,638명이다. 죽동국가산업단지로 개발되고 있다.

## 역사
- 백제 : 우술군(雨述郡) 노사지현(奴斯只縣)
- 신라 : 비풍군(比豊郡) 유성현(儒城縣)
- 고려 : 공주부 유성현
- 조선 : 충청도 공주목(公州牧) 유성현(儒城縣)
- 1895년 : 공주군 현내면(縣內面)
- 1914년 : 충청남도 대전군 유성면 죽동리
- 1935년 : 충청남도 대덕군 유성면 죽동리
- 1973년 : 충청남도 대전시 중구 죽동
- 1989년 : 대전직할시 유성구 죽동
- 1995년 : 대전광역시 유성구 죽동

## 주요 기관
- 대전유성경찰서
- 북대전세무서
- 한국타이어 테크노돔
- 유성여자고등학교
- 죽동국가산업단지
- LIG넥스원 대전R&D센터

## 주거
- 한국토지주택공사 
  - 죽동 천년나무 - 2016년 5월 입주 / 대창기업
- 죽동 금성백조 예미지 - 2016년 5월 입주 / 금성백조주택